# Richnava
Richnava (slowakisch 1927–1948 „Rychnava“; deutsch Reichenau oder Richenau, ungarisch Rihnó – bis 1927 Richnó) ist eine Gemeinde im Okres Gelnica des Košický kraj im Osten der Slowakei, mit 3528 Einwohnern (31. Dezember 2024).

## Geographie

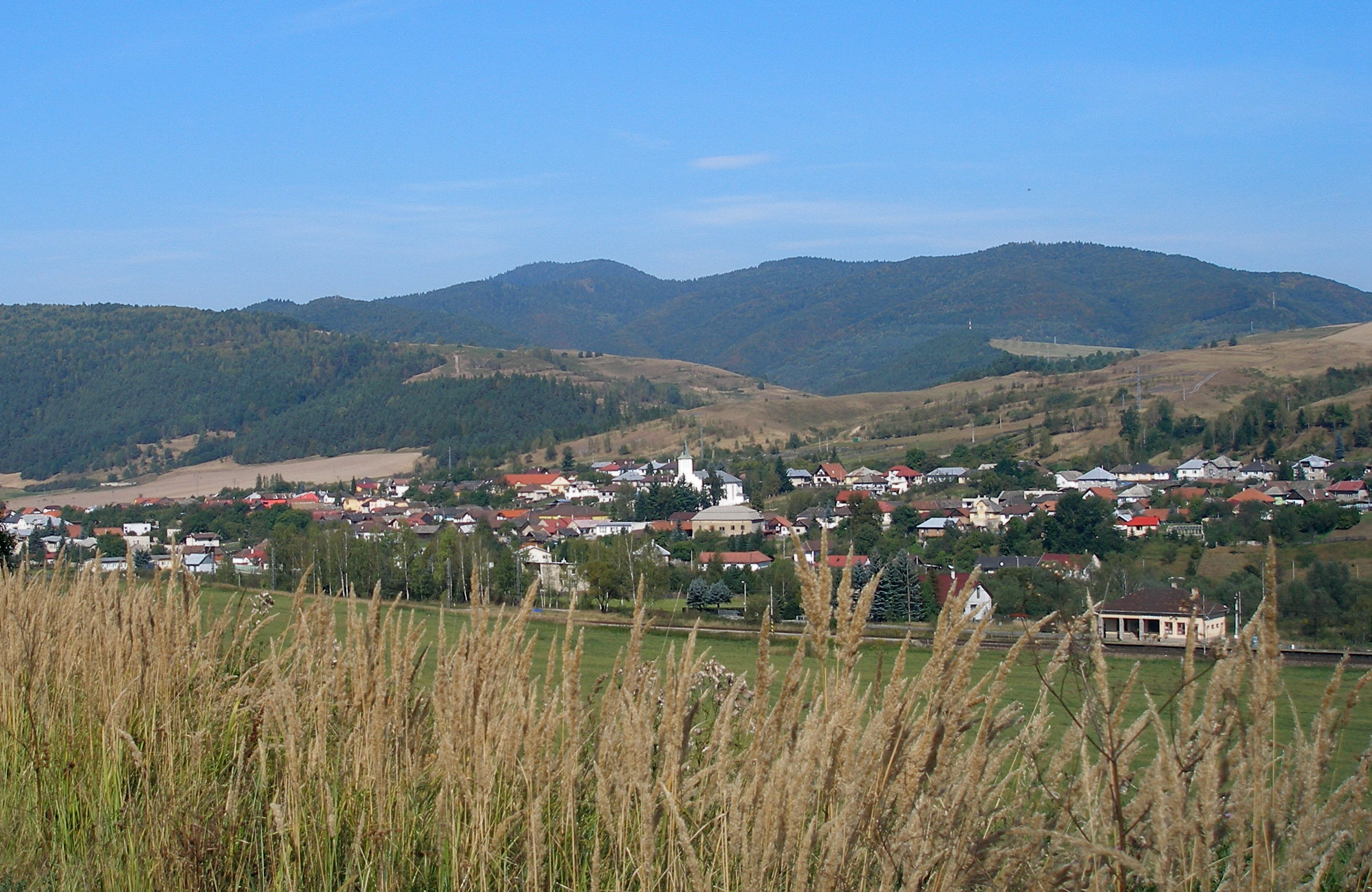
Blick auf den Ort

Die Gemeinde liegt am Südhang des Branisko-Gebirges, großteils am linken Ufer des Hornád. An der gegenüberliegenden Seite liegt das Slowakische Erzgebirge. Richnava ist vier Kilometer von Krompachy entfernt.

## Geschichte
Der Ort wurde zum ersten Mal 1246 schriftlich erwähnt, die Urkunde ist jedoch einigen Quellen nach ein Falsifikat, ebenso wie weitere im 13. Jahrhundert. Als erste schriftliche Erwähnung wird 1303 (als Ryhno) gegeben. Bei Richnava befand sich im Mittelalter eine Burg, die jedoch erst im 15. Jahrhundert nachweisbar ist. Dadurch wurde der Ort zum Sitz eines Herrschaftsguts. Die Burg wurde 1528 von den Bürgern der Stadt Leutschau abgerissen. Im 14. Jahrhundert war der Ort im Besitz der Familie Pérényi, seit 1693 der Familie Csáky. Die Haupteinnahmequelle der Bevölkerung war Land- und Forstwirtschaft und Werke in der Stadt Krompachy.
Bis 1918 lag der Ort im Komitat Zips im Königreich Ungarn und kam danach zur neu entstandenen Tschechoslowakei. 1945 wurde der Ort von den deutschen Truppen fast völlig niedergebrannt.

## Bevölkerung
| Jahr                | 1994 | 2004     | 2014     | 2024     |
| ------------------- | ---- | -------- | -------- | -------- |
| Anzahl der Personen | 1497 | 2055     | 2744     | 3528     |
| Unterschied         |      | +37,27 % | +33,52 % | +28,57 % |

| Jahr                | 2023 | 2024    |
| ------------------- | ---- | ------- |
| Anzahl der Personen | 3434 | 3528    |
| Unterschied         |      | +2,73 % |

Ergebnisse nach der Volkszählung 2001 (1850 Einwohner):
| Nach Ethnie: - 72,00 % Slowaken - 26,27 % Sinti und Roma - 0,43 % Tschechen | Nach Religion: - 76,92 % römisch-katholisch - 19,68 % konfessionslos - 2,76 % keine Angabe - 0,49 % griechisch-katholisch |